# Дзвін (журнал, Львов)
«Дзвін» — литературно-художественный и общественно-политический украинский журнал, издающийся во Львове на украинском языке с 1940 года. В 1940—1941 годах выходил под названием «Література і мистецтво» («Литература и искусство»), в 1945—1951 годах — «Радянський Львів» («Советский Львов»), в 1951—1989 годах — «Жовтень» («Октябрь»).
За годы выпуска журнала главными редакторами были:
- 1940—1941 — Олекса Десняк (погиб на фронте в 1942 году).
- 1945—1951 — Пётр Козланю́к.
- 1951—1963 — Юрий Мельничук.
- 1965—1966 — Ростислав Братунь.
- 1966—1968 — Николай Романченко.
- 1968—2001 — Роман Федорив.
- 2001—2014 — Роман Кудлик.
- с 2014 — Юрий Коваль[укр.].

В разные годы с журналом сотрудничали такие писатели и поэты, как Григорий Тютюнник, Роман Иванычук, Роман Лубкивский, Тарас Мигаль, заведовал отделом поэзии Дмитро Павлычко и др.
Тираж в 1985 году составлял около 16 тысяч экземпляров.